# Luigi Amat di San Filippo e Sorso
Luigi Amat di San Filippo e Sorso (20 de junho de 1796 — 30 de março de 1878) foi um cardeal e diplomata italiano, Vice-Chanceler e Decano do Colégio dos Cardeais.

## Biografia
Estudou da Universidade de Cagliari, entre 1815 e 1818 (doutorado em Direito), na Pontifícia Academia dos Nobres Eclesiásticos, em Roma, em 1818, e na Universidade La Sapienza, Roma (doutorado utroque iure, tanto em direito canônico como civil, em 4 de dezembro de 1826).
Ordenado padre em 24 de dezembro de 1826. Foi prelado doméstico de Sua Santidade e cânone do capítulo da catedral de Cagliari. Eleito arcebispo-titular de Nicæa em 9 de abril de 1827, foi consagrado em 22 de abril, pelo Cardeal Giuseppe Spina. Foi nomeado núncio no Reino das Duas Sicílias, em 24 de julho, onde ficou até 13 de novembro de 1832, quando foi para a Espanha, onde permaneceu até 1835, quando as relações diplomáticas foram cortadas.
Criado cardeal-presbítero no consistório de 19 de maio de 1837, recebeu o barrete cardinalício em 22 de maio de 1837 e o título de Santa Maria em Via em 2 de outubro de 1837. Nomeado Legado apostólico em Ravena, em 19 de dezembro de 1837. Foi nomeado Prefeito de economia da Sagrada Congregação de Propaganda Fide, em 26 de dezembro de 1843.
Legado apostólico em Bolonha, em 22 de dezembro de 1846, onde ficou até 28 de outubro de 1848. Passa para a ordem de cardeais-bispos e assume a sé suburbicária de Palestrina em 15 de março de 1852. Torna-se Vice-Chanceler da Santa Igreja Romana, sommista das cartas apostólicas, e commendatario do título de São Lourenço em Dâmaso de 27 de setembro de 1852 até sua morte. Passa para a sé suburbicária de Porto e Santa Rufina em 8 de outubro de 1870. Como decano do Sacro Colégio dos Cardeais, passa para a sé suburbicária de Óstia-Velletri em 12 de março de 1877, além de ser nomeado Sagrada Congregação Cerimonial.
Faleceu em 30 de março de 1878, foi velado na igreja de S. Maria em Vallicella, em Roma, e foi sepultado, temporariamente, no cemitério Campo di Verano de Roma. Depois foi transferido para a igreja de S. Lourenço em Damaso.

## Conclaves
- Conclave de 1846 - participou da eleição do Papa Pio IX[2]
- Conclave de 1878 - participou como deão da eleição do Papa Leão XIII[2]